# Trock
Trock er betegnelsen for Time Lord Rock, en musikgenre startet af den kendte YouTube partner Alex Day.
Denne genre er en fan-fic om den kendte, britiske science-fictionserie Doctor Who. Ideen bag dette projekt var inspireret af en anden fan-fic genre kaldet wrock (Wizard Rock) der handler om bogserien Harry Potter. 
Trock kan variere fra hård rock til blid akustisk musik. Hovedsagen er, at fansene kommer ud med deres kærlighed til den pågældende serie ved hjælp af musik, de selv skaber. 
Alex Day har sammen med tre venner dannet det første Trockband kaldet Chameleon Circuit. Deres cd forventes udsendt til jul 2008. Selv om genren er forholdsvis ny, er der allerede dannet mange nye Trockbands som blandt andet Quantum Locked, Children of Time og Heart of the Tardis. 
Musikgenren er ret ny og regnes indtil videre under betegnelsen indie eller fan-fic.